# Championnats d'Asie de cyclisme 2003
Navigation
Championnats d'Asie 2002 Championnats d'Asie 2004
Les Championnats d'Asie de cyclisme 2003 se sont déroulés du 4 au 13 août 2003 à Changwon en Corée du Sud.

## Résultats des championnats sur route

### Épreuves masculines
| Épreuves         | Or                  | Argent                 | Bronze               |
| ---------------- | ------------------- | ---------------------- | -------------------- |
| Course en ligne  | Shinri Suzuki Japon | Hidenori Nodera Japon  | Hassan Maleki Iran   |
| Contre-la-montre | Hossein Askari Iran | Mai Công Hiếu Viêt Nam | Kazuya Okazaki Japon |

### Épreuves féminines
| Épreuves         | Or                 | Argent                    | Bronze                       |
| ---------------- | ------------------ | ------------------------- | ---------------------------- |
| Course en ligne  | Jiang Yanxia Chine | Zhang Junying Chine       | Choi Hye-kyeong Corée du Sud |
| Contre-la-montre | Li Meifang Chine   | Han Song-hee Corée du Sud | Ayumu Otsuka Japon           |

## Résultats des championnats sur piste

### Épreuves masculines
| Épreuves               | Or                                                                      | Argent                                                                          | Bronze                                                        |
| ---------------------- | ----------------------------------------------------------------------- | ------------------------------------------------------------------------------- | ------------------------------------------------------------- |
| Keirin                 | Keiichiro Yaguchi Japon                                                 | Shinichi Ota Japon                                                              | Kim Chi-bum Corée du Sud                                      |
| Kilomètre              | Masaki Inoue Japon                                                      | Guo Jianbin Chine                                                               | Liu Chin-feng Taipei chinois                                  |
| Vitesse individuelle   | Kim Chi-bum Corée du Sud                                                | Yuichiro Maesori Japon                                                          | Hiroyuki Inagaki Japon                                        |
| Vitesse par équipes    | Japon Masaki Inoue Yuichiro Maesori Hiroyuki Inagaki                    | Corée du Sud                                                                    | Taipei chinois                                                |
| Poursuite individuelle | Alireza Haghi Iran                                                      | Jang Sun-jae Corée du Sud                                                       | Vladimir Bushanskiy Kazakhstan                                |
| Poursuite par équipes  | Corée du Sud Song Kyung-bang Choi Soon-young Jang Sun-jae Kwak Hoon-sin | Iran Alireza Haghi Mehdi Sohrabi Abbas Saeidi Tanha Amir Zargari Hossein Askari | Japon Takashi Sasaki Kei Uchida Taiji Nishitani Yusuke Kuroki |
| Course aux points      | Song Kyung-bang Corée du Sud                                            | Mehdi Sohrabi Iran                                                              | Taiji Nishitani Japon                                         |
| Scratch                | Song Kyung-bang Corée du Sud                                            | Mehdi Sohrabi Iran                                                              | Alireza Haghi Iran                                            |
| Américaine             | Kazakhstan Yuriy Yuda Vladimir Bushanskiy                               | Corée du Sud Kwak Hoon-sin Suh Seok-kyu                                         | Iran Amir Zargari Abbas Saeidi Tanha                          |
| Course à élimination   | Choi Soon-young Corée du Sud                                            | Amir Zargari Iran                                                               | Alexey Kolessov Kazakhstan                                    |

### Épreuves féminines
| Épreuves               | Or                                                       | Argent                                                               | Bronze                                           |
| ---------------------- | -------------------------------------------------------- | -------------------------------------------------------------------- | ------------------------------------------------ |
| 500 mètres             | Jiang Cuihua Chine                                       | Maya Tachikawa Japon                                                 | Kim Sun-yi Corée du Sud                          |
| Keirin                 | Jiang Cuihua Chine                                       | Maya Tachikawa Japon                                                 | Lee Jong-ae Corée du Sud                         |
| Vitesse individuelle   | Jiang Cuihua Chine                                       | Ahn Yun-hee Corée du Sud                                             | Maya Tachikawa Japon                             |
| Vitesse par équipes    | Japon Maya Tachikawa Masumi Shinozaki Tomoko Endo        | Chine Tian Fang Ni Fenghan Jiang Yanxia                              | Corée du Sud Kim Sun-hee Ahn Yun-hee Lee Jong-ae |
| Poursuite individuelle | Li Meifang Chine                                         | Zhang Junying Chine                                                  | Lim Hyung-joon Corée du Sud                      |
| Poursuite par équipes  | Chine Li Meifang Qian Yunjuan Zhang Junying Jiang Yanxia | Corée du Sud Gu Sun-geun Han Song-hee Choi Hye-kyeong Lim Hyung-joon | Non décerné                                      |
| Course aux points      | Han Song-hee Corée du Sud                                | Ni Fenghan Chine                                                     | Ayumu Otsuka Japon                               |
| Scratch                | Lan Hsiao-yun Taipei chinois                             | Jiang Yanxia Chine                                                   | Gu Sun-geun Corée du Sud                         |
| Course à élimination   | Wang Weiping Chine                                       | Gu Sun-geun Corée du Sud                                             | Han Song-hee Corée du Sud                        |

## Référence
- (en) Cet article est partiellement ou en totalité issu de l’article de Wikipédia en anglais intitulé « 2003 Asian Cycling Championships » (voir la liste des auteurs).